# Agelanthus musozensis
Agelanthus musozensis là một loài thực vật có hoa trong họ Loranthaceae. Loài này được (Rendle) Polhill & Wiens mô tả khoa học đầu tiên năm 1992.